# Camp de Gurs

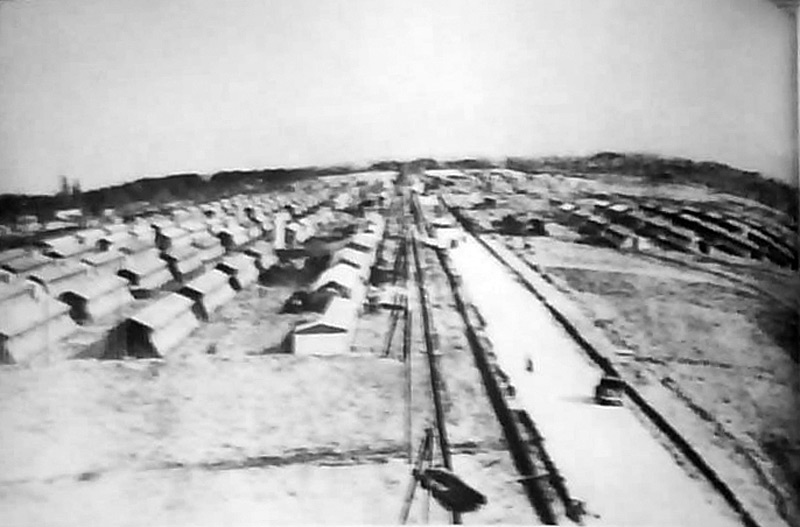
Internierungslager Camp de Gurs, Blick nach NNW (ca. 1939)

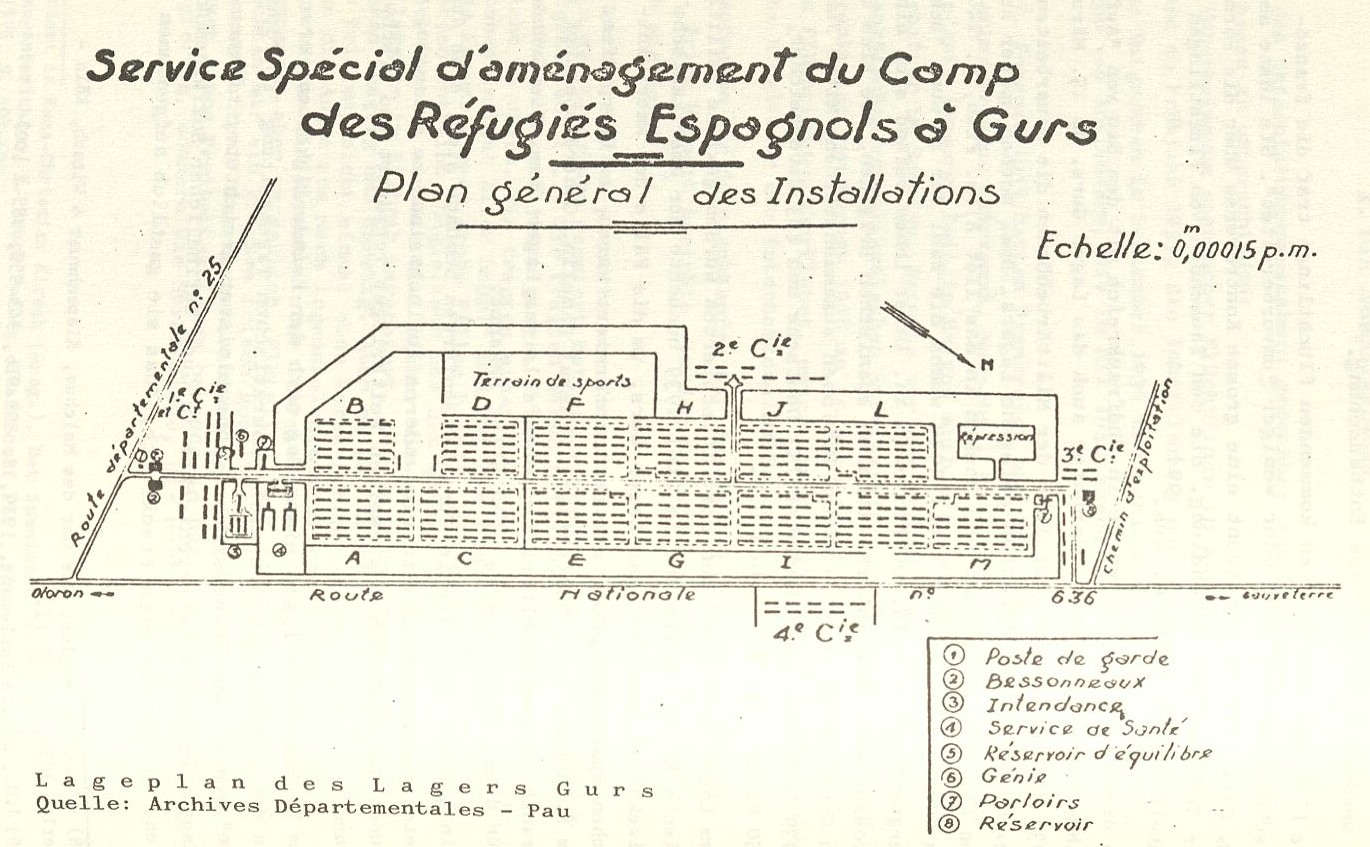
Plan mit Nordpfeil

Das Camp de Gurs [gyʁs] in der französischen Ortschaft Gurs nördlich der Pyrenäen war bereits vor dem Zweiten Weltkrieg das größte französische Internierungslager. Es wurde zunächst zur Internierung politischer Flüchtlinge aus Spanien und ehemaliger Kämpfer des Spanischen Bürgerkrieges errichtet. Das Lager wurde nicht vom NS-Regime unmittelbar, sondern in dessen Auftrag von der Vichy-Regierung betrieben.
Bekannt wurde dieses Lager vor allem in Südwestdeutschland durch die spätere Deportation von Juden aus Deutschland: fast der gesamten jüdisch-deutschen Bevölkerung aus Baden, der bayerischen Pfalz und der Saarpfalz. Diese wurden im Oktober 1940 im Rahmen der Wagner-Bürckel-Aktion von Nationalsozialisten und deren französischen Kollaborateuren in dieses Lager transportiert. Die meisten dieser Häftlinge wurden, soweit sie unter den extremen Bedingungen, die zu einer hohen Mortalitätsrate führten, bis dahin überlebt hatten, anschließend von dort ab August 1942 erneut deportiert und im Vernichtungslager Auschwitz-Birkenau von den Deutschen vergast, was den französischen Stellen seinerzeit bewusst war.
Seit 1994 ist das Lagergelände eine nationale Gedenkstätte, welche die Erinnerung an seine Geschichte und die dort Internierten und Häftlinge, an die Flüchtlinge, Widerstandskämpfer und deutschen Juden, an die Misshandelten und Ermordeten wachhalten soll. Es wird vom Förderverein Amicale du camp de Gurs mit Sitz in Pau betreut. Das Gelände ist frei zugänglich.

## Lage
Die Gedenkstätte befindet sich an der Grenze von Béarn und dem Baskenland im südfranzösischen Département Pyrénées-Atlantiques, etwa 80 Kilometer von der Grenze zu Spanien entfernt; Oloron-Sainte-Marie liegt 13, Navarrenx rund neun Kilometer entfernt.
Das Lager befand sich in Vichy-Frankreich im unbesetzten Teil des Landes und unterstand daher der Vichy-Regierung, die allerdings vom NS-Regime abhängig war, erst recht seit der militärischen Besetzung der Südzone durch deutsche und italienische Truppen am 10. und 11. November 1942, wonach deren ohnehin stark eingeschränkte Souveränität endgültig nur noch als reine Fiktion aufrechterhalten wurde.
Verwaltungsmäßig gehört das südwestlich des Gave d’Oloron und der Route départementale 936 bzw. nordöstlich des Lausset gelegene ehemalige Lager zum Gebiet der Gemeinde Gurs.

## Geschichte

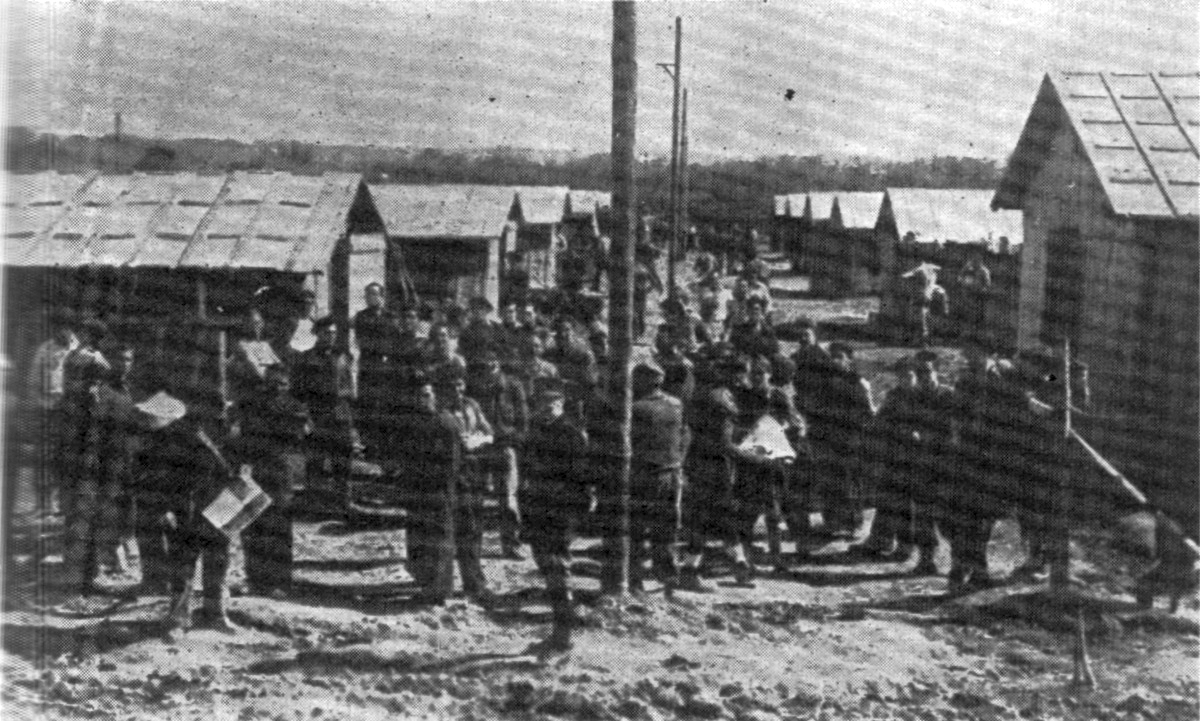
Jugoslawische Teilnehmer am Spanischen Bürgerkrieg im Lager Camp de Gurs, Frankreich, ca. 1939

Das Lager wurde unter der Regierung von Édouard Daladier im April 1939 auf einem feuchten, 80 Hektar großen Gelände als provisorische Unterbringung für politische Flüchtlinge und Kämpfer des Spanischen Bürgerkrieges errichtet. Das Lager umfasste ursprünglich 400 schlichte hölzerne Baracken. Es war mit einem doppelten Stacheldrahtzaun umgeben und wurde als „Empfangszentrum“ bezeichnet. Ab Mai 1940 wurden auch „Unerwünschte Personen“ (beispielsweise antifaschistische Emigranten aus Deutschland und als Spione verdächtigte deutsche Staatsbürger sowie zahlreiche Basken), welche zuerst die Volksfront- und ab Juni 1940 die Vichy-Regierung in Frankreich verhaften ließ, hier untergebracht.
Ab Oktober 1940 setzte dann die Unterbringung von aus Südwestdeutschland abtransportierten Juden ein, die in Zügen ins nahe Oloron-Sainte-Marie gebracht und von dort ins Lager transportiert wurden – Gurs selbst hatte keinen Gleisanschluss. Für viele war das nur eine Zwischenstation, bevor sie ab August 1942 in das Vernichtungslager Auschwitz-Birkenau verschleppt und dort größtenteils ermordet wurden.
Das Lager wurde im November 1943 von den Vichy-Behörden geschlossen; die verbliebenen Häftlinge wurden in das Camp de Nexon überstellt. 1944 wurde das Lager erneut geöffnet, um dort Regimegegner gefangen zu halten. Nach der Befreiung wurde das Lager zur Inhaftierung von Kollaborateuren und deutschen Kriegsgefangenen genutzt. 1946 wurde es geschlossen und anschließend abgebaut. Auf dem größten Teil des Geländes wurde ein Wald gepflanzt – die Erinnerung an dieses Lager, das ständig unter französischer Verwaltung gestanden hatte, sollte verdrängt werden.

## Situation im Lager
Das sich auf drei Kilometer Länge und Breite hinziehende Lager war eingeteilt in Îlots (französisch für „kleine Insel“), zwölf Blöcke, die jeweils 25 bis 27 Baracken mit je 60 Schlafplätzen umfassten. Die 24 Meter langen und sechs Meter breiten Baracken waren ganz aus Holz gebaut, die innere Höhe betrug zweieinhalb Meter. Es waren keine Möbel vorhanden, die Koffer der Internierten dienten als Tische und Stühle. Jedes Îlot war nochmals mit Stacheldraht umzäunt.
Gefangene mussten teilweise anfangs auf dem nackten Erdboden schlafen, später durften sie sich einen Sack mit Stroh als Unterlage füllen. Dabei wurde ihnen in den Baracken ein 70 Zentimeter breiter Raum zugestanden. Außer den Stellen, an denen gekocht wurde, war das Gelände unbefestigt, so dass es bei schlechtem Wetter sehr schlammig war. Die Trennung von der Familie sowie Hunger, katastrophale hygienische Bedingungen und Krankheiten (unter anderem die Ruhr) prägten die Situation. Durchschnittlich starben täglich sieben Menschen.
In einem kleinen Schuppen befand sich die Küche. Hier wurden in großen Kesseln die Tagesgerichte zubereitet, aber es herrschte immer Hunger: Morgens gab es eine schwarze Brühe und etwas Brot, mittags und abends Wassersuppe mit ein paar Kichererbsen als Einlage.
Von den Pyrenäen kam die Kälte. Läuse, Flöhe und Wanzen waren überall. Die Kinderhilfe des Schweizerischen Roten Kreuzes brachte Besserung.
Auch eine mit Betten ausgestattete Krankenstube gab es im Lager, Medikamente und medizinische Geräte fehlten jedoch.

## Heimatländer der Gefangenen; Gründe für die Verhaftung

### Deutschland

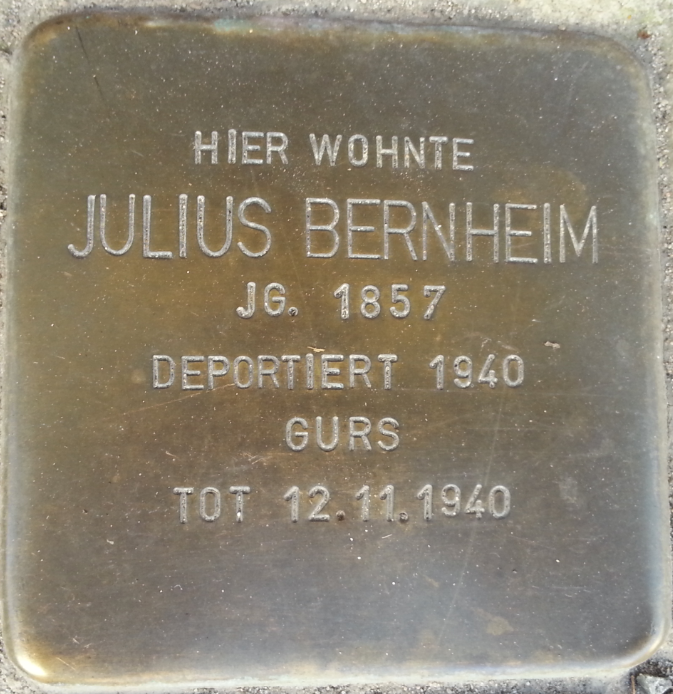
Stolperstein für einen jüdischen Deutschen aus Baden, der im Alter von 83 Jahren nach Gurs deportiert wurde

Unter den bereits erwähnten Unerwünschten befanden sich auch Personen mit deutscher Staatsbürgerschaft, die wegen ihrer Herkunft oder politischen Haltung bzw. als ehemalige Interbrigadisten aus Spanien nach Frankreich geflohen waren und als feindliche Ausländer angesehen wurden. Unter ihnen befand sich eine bedeutende Zahl deutscher Juden, die vor dem Naziregime geflohen waren, wie zum Beispiel Hannah Arendt; sie war 1933 vor den Nazis nach Frankreich geflohen und wurde im Mai 1940 in Gurs in Haft genommen (siehe auch Abschnitt Bekannte Häftlinge).
Auf Betreiben des Gauleiters von Baden, des besonders fanatischen Nazis Robert Wagner, sowie des Gauleiters Josef Bürckel (Gau Saarpfalz) wurden am 22. Oktober 1940 im Rahmen der ersten planmäßigen Deportation von Juden aus Deutschland 6.538 jüdische Deutsche aus Baden, der Pfalz und dem Saarland von der Gestapo und französischen Behörden nach Gurs verschleppt. Ihre Eisenbahntransporte kamen aus Mannheim (2335), Heidelberg (1380), Karlsruhe (900), Baden-Baden (106), Freiburg (450) und Konstanz (110). Allein im Lager verstarben von ihnen ca. 2.000; die meisten wurden per Eisenbahn über das Lager Camp de Rivesaltes in das Vernichtungslager Auschwitz-Birkenau deportiert und dort ermordet.
Einigen wenigen gelang ab 1941 über internationale Hilfsorganisationen und persönliche Kontakte die Emigration in sichere Drittländer.
Gurs lag in dem bis zum 11. November 1942 unbesetzten Vichy-Südfrankreich des Marschalls Pétain; ab 1942 wurden jedoch inhaftierte Menschen von hier nach Deutschland „ausgewiesen“. Viele der Ausgewiesenen wurden dann im Vernichtungslager Auschwitz-Birkenau ermordet. Hunderte verstarben bereits im Lager.
Anlässlich des 70. Jahrestages der Deportationen der badischen und saarpfälzischen Juden fanden in vielen Gemeinden der betroffenen Regionen Gedenkveranstaltungen und Ausstellungen statt.
In dem Film Menachem und Fred (Regie: Ronit Kertsner, Ofra Tevet) wird das Schicksal der Geschwister Heinz und Manfred Mayer aus Hoffenheim erzählt, die ebenfalls im KZ Gurs interniert waren und sich nach 60 Jahren wieder begegnen.

### Frankreich
Aus Frankreich befanden sich unter anderem folgende Personengruppen im Lager:
- Linke, politisch engagierte Franzosen (Gewerkschafter, Sozialisten, Anarchisten und Kommunisten), die nach dem deutsch-sowjetischen Nichtangriffspakt als gefährlich angesehen wurden. Die Ersten dieser Gruppe wurden am 21. Juni 1940 eingeliefert. Die Mehrzahl unter ihnen wurde noch vor Ende des gleichen Jahres in andere Lager verlegt.
- Pazifisten, die es ablehnten, in der Rüstungsindustrie zu arbeiten.
- Repräsentanten der französischen extremen Rechten, die mit der Wehrmacht und der Nazi-Ideologie sympathisiert hatten.

Mit der Unterzeichnung des Waffenstillstands vom 22. Juni 1940 zwischen Frankreich und Deutschland fiel die Region, in der sich das Lager befand, in die unbesetzte Zone, die vom Vichy-Regime kontrolliert wurde; das Lager wurde unter zivile Verwaltung gestellt.
Der von der Regierung Daladier eingesetzte Militärkommandant verbrannte vor dem Übergang der Autorität die Akten und ließ die spanischen republikanischen Internierten entkommen, die in der französischen Bevölkerung untertauchten. Allerdings bewirkte die Vernichtung der Akten, dass eine große Zahl von ehemaligen Internierten nach dem Krieg enorme Schwierigkeiten hatten, Entschädigungen für ihre Internierung zu erhalten.
700 Gefangene wurden zwischen dem 21. August (Ankunftsdatum einer Inspektionskommission, die vom Dritten Reich entsandt war) und Oktober 1940 freigelassen. Sie kehrten aufgrund ihrer Nationalität oder ihrer Nähe zum Nazi-Regime zurück nach Deutschland.

### Niederlande
Das erste Kontingent aus den Niederlanden kam am 21. Mai 1940 in Gurs an, elf Tage nach dem deutschen Überfall auf die Niederlande.

### Spanien
Die französische Verwaltung unterschied hier vier Gruppen von Gefangenen:
- Basken bzw. Gudaris: baskische Nationalisten bzw. Angehörige der baskischen Armee (Eusko Gudarostea) während des Spanischen Bürgerkriegs. Die meisten Gudaris[A 1] konnten auf Grund der Nähe ihrer Heimat Unterstützung in Frankreich finden und schließlich entkommen.
- Brigadisten: Soldaten der Internationalen Brigaden – aus ganz Europa (Russland, Deutschland, den baltischen Staaten, Österreich, der Tschechoslowakei etc.) Einigen gelang die Flucht, einige sind zur französischen Fremdenlegion gegangen.
- Flieger / Bodenpersonal: Bodenpersonal der Luftwaffe der Spanischen Republik. Durch ihren Beruf als Mechaniker war es für sie relativ leicht, französische Arbeitgeber zu finden, sodass sie das Lager auf legalem Wege verlassen durften.
- Spanier: Personen ohne verwandtschaftliche, politische oder persönliche Beziehungen in Frankreich, die keiner der übrigen Gruppen angehörten, zuvor in der Landwirtschaft oder anderen schlecht bezahlten Berufen gearbeitet hatten und die Frankreich als Last ansah. Sie wurden größtenteils über den Grenzübergang Irun zurückgeführt, von wo sie ins Camp de Miranda de Ebro verschleppt wurden.

### Weitere vom Dritten Reich besetzte Länder
Österreich, Tschechoslowakei, Italien, Polen.

### Lagerstatistiken
| Basken           | 6.555  |
| Brigadisten      | 6.808  |
| Flieger          | 5.397  |
| sonstige Spanier | 5.760  |
| Summe            | 24.520 |

| Summe | 02.820 |

| Spanier                   | 3.695  |
| Deutsche und Österreicher | 9.771  |
| Franzosen                 | 1.329  |
| Summe                     | 14.795 |

| Deutsche aus Baden und der Saarpfalz | 6.538  |
| Aus dem Lager St. Cyprien            | 3.870  |
| Spanier                              | 1.515  |
| Sonstige                             | 6.262  |
| Summe                                | 18.185 |

| Summe | 229 |

| Deutsche Kriegsgefangene                   | 0310  |
| Spanische Antifrankisten                   | 1.475 |
| Kollaborateure mit der deutschen Besatzung | 1.585 |
| Summe                                      | 3.370 |

| Bis vor der Befreiung                  | 60.559 |
| Nach der Befreiung                     | 03.370 |
| Summe Internierte Personen (1939–1945) | 63.929 |

## Gedenken

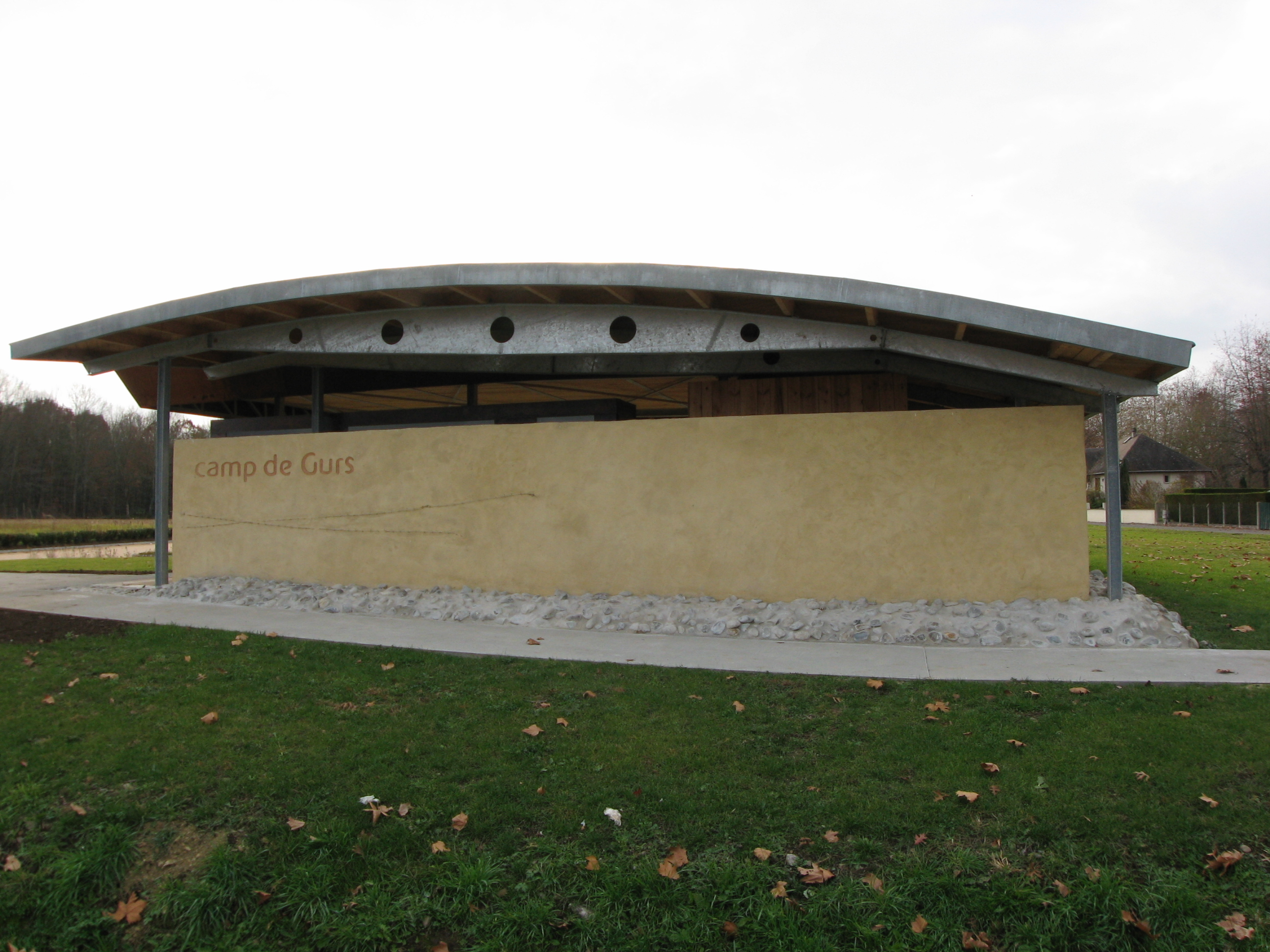
Informationspavillon der Gedenkstätte Camp de Gurs

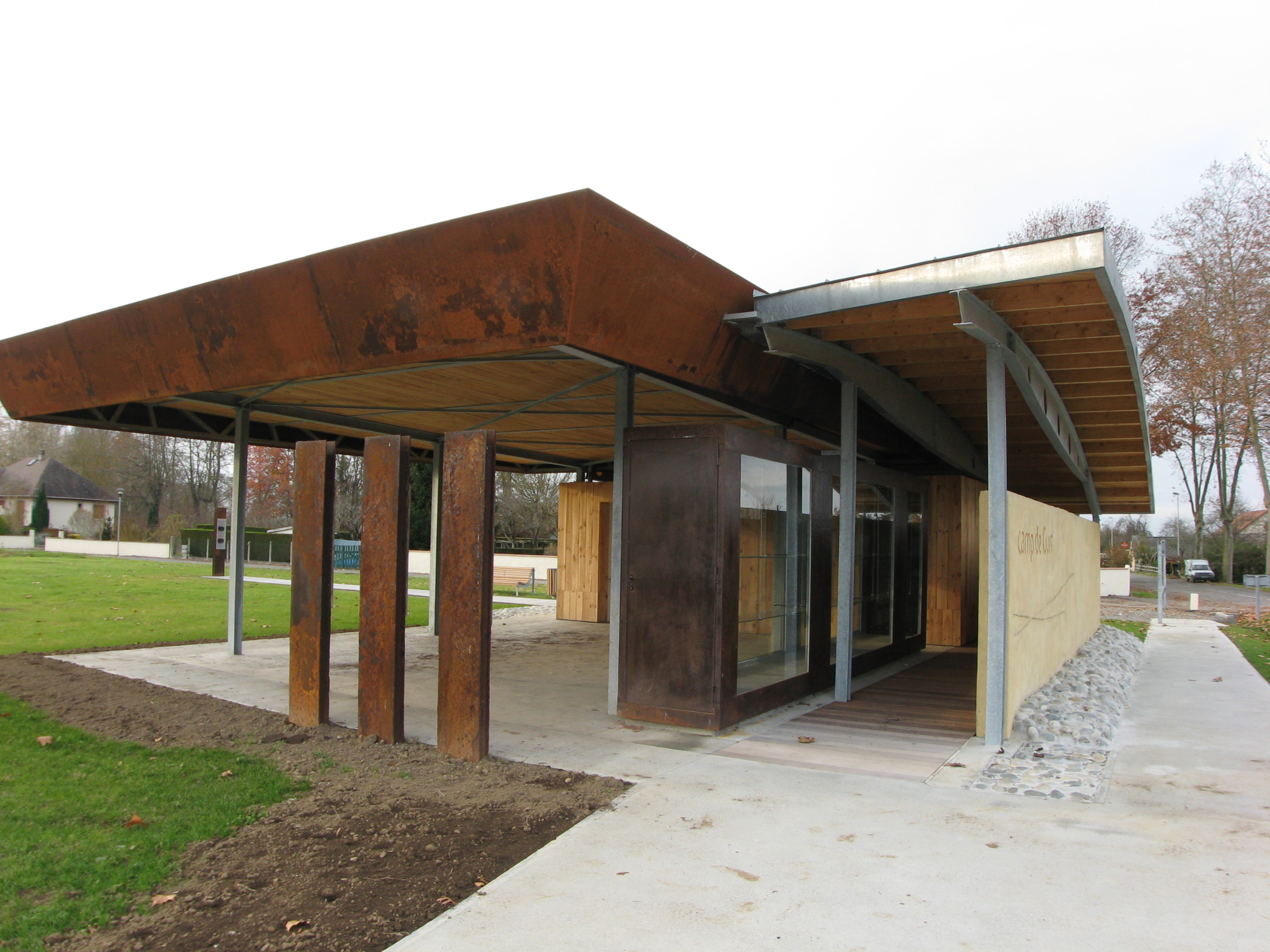
Blick in den Pavillon

### Bekannte Häftlinge
- Marianne Ahlfeld-Heymann – Lou Albert-Lasard – Jean Améry – Leo Ansbacher – Hannah Arendt – Marie Arning – Edith Auerbach[11] – Philipp Auerbach
- Leopold Bähr – Tatjana Barbakoff – Dora Benjamin – Walter Benninghaus – Max Bertuch – Ilse Bing – Hans-Walter Blank – Karl Robert Bodek[12] – Georg Bredig – Leo Breuer – Ernst Busch – Eva Busch
- Alfred Cahn – Helga Cazas
- Maria Darmstädter
- Lily Ehrenfried – Lotte Eisner – Eugen Eppstein – Hedy Epstein
- Gustav Ferl – Marta Feuchtwanger – Lisa Fittko – Günther Fleischel –  Otto Freundlich  - Ernst Friedrich
- Manuel Garcia-Barrado – Lisa Gavric – Johanna Geissmar – Kurt Goldstein – Reinhold Greiner – Babette Gross – Kurt Grünebaum – Robert Grumbach
- Kurt Hager – Alice Herz – Carry Hess[13] – Käthe Hirsch – Walter Hirsch – Walter Hochmuth – Ernst Paul Hoffmann
- Gertrud Isolani
- Herbert Jehle – Fritz Johne
- Fritz Kahmann – Emma Kann – Wally Karveno – Alfred Katzenstein – Fritz Kaufmann – Helmut Klose – Fritz Koref – Gertrud Koref-Musculus Stemmler – Franz Korwan – Lore Krüger – Leo Kullmann
- Edwin Maria Landau – Hans Landsberger – Maria Leitner – Siegfried Lemberger – Otto Lenel – Fred Leschnitzer (Tänzer)[14] – Robert Lettner – Kurt Leval[15] – Kurt Lewy – Kurt Lichtenstein – Richard Liebermann – Robert Liefmann – Max Lingner – Hermann Lismann – Kurt Conrad Loew[12]
- Leonhard Märker – Kurt Salomon Maier – Pauline Maier – Léo Maillet – Rudolf Meinert – Eva Mendelsson – Else Merkel – Hanna Meyer-Moses – Jan Meyerowitz – Richard Michaëlis – Alfred Mombert
- Alfred Nathan (Künstlername Peter Pan, Kabarettist) – Eugen Isaak Neter – Leopold Neumann – Rudolf Neumann – Paul Niedermann
- Josef Perterer – Fritz Picard – Nora Platiel – Sepp Plieseis – Ruth Poritzky (Ruth Porita) – Peter Pringsheim
- Josef Raab – Alexandra Ramm-Pfemfert – Max Raphael – Hans Reichel – Betty Rosenfeld – Horst Rosenthal – Liselotte Rosenthal[16] – Josa Ruffner
- Thea Saefkow – José María Aguirre Salaberría – Ilse Salberg – Charlotte Salomon – Agathe und Ernst Saulmann – Greta Saur/Sauer – Elisabeth Schilder – Lydia Schlosser – Eberhard Schmidt – Erich Schmid – Ernst Scholz – Hanna Schramm – Gertrud Schweizer[17] – Karl Schwesig – Siegfried Seidemann – Germaine Helga Shafran – Ulrich Sonnemann – Regino Sorozabal (baskischer Komponist und Cellist)[18] – Walter Steffens – Franziska Steinitz – Hans Steinitz – Antonie Stemmler – Jacques Sternberg – Thea Sternheim – Julius und Liesel Sternweiler[19] – Luise Straus-Ernst
- Adrienne Thomas – Vojo Todorović – Julius Collen Turner[20]
- Adolf Unger
- Georges Vadnaï – Wilhelm Vogel – Walter Vosseler
- Elsbeth Weichmann – Else Weil – Fritz Weissenbeck – Marianne Welter – Margot Wicki-Schwarzschild – Karl Wilczynski – Harry Wilde – Konrad Wolff
- Dora Zeitz

### Nationale Gedenkstätte im Lager
Die nationale Gedenkstätte besteht aus verschiedenen Elementen. Ein Pavillon informiert über das Lager, die Insassen und die Zustände. Ein „Weg der Erinnerung“ mit Informationstafeln verläuft durch das Gelände (meist im Wald). Am Beginn der etwa zwei Kilometer langen Lagerstraße weist eine Doppelreihe von Stelen auf die verschiedenen Opfergruppen dieses Ortes hin, gestaltet vom israelische Künstler Dani Karavan. Eine der Holzbaracken ist rekonstruiert. Im Freigelände führt ein 160 Meter langes Gleis von einer durch ein Holzgerüst angedeuteten Baracke zu einem mit Stacheldraht umzäunten betonierten Platz, symbolische Erinnerung an die Verschleppung in die Vernichtungslager.

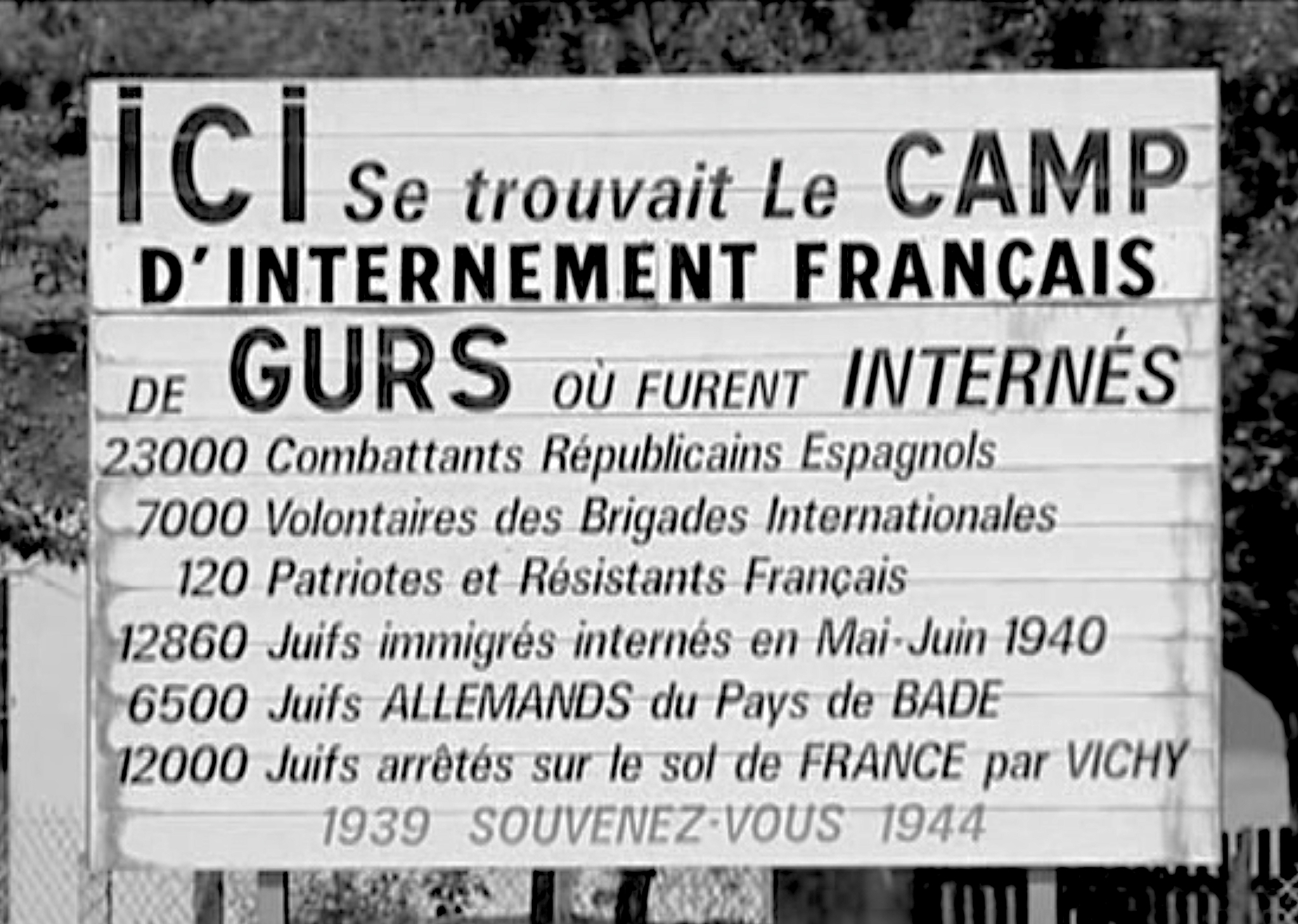
Camp de Gurs Gedenktafel von 1980

„Hier befand sich das französische Internierungslager von Gurs, wo interniert waren:
23000 spanisch-republikanische Kämpfer
07000 Freiwillige der Internationalen Brigaden
00120 Patrioten und Widerstandskämpfer von Frankreich
12860 eingewanderte Juden, die Mai–Juni 1940 interniert waren
06500 deutsche Juden aus Baden
12000 Juden, die auf französischem Boden durch Vichy festgehalten wurden
1939   Erinnert Euch   1944“

### Der Friedhof

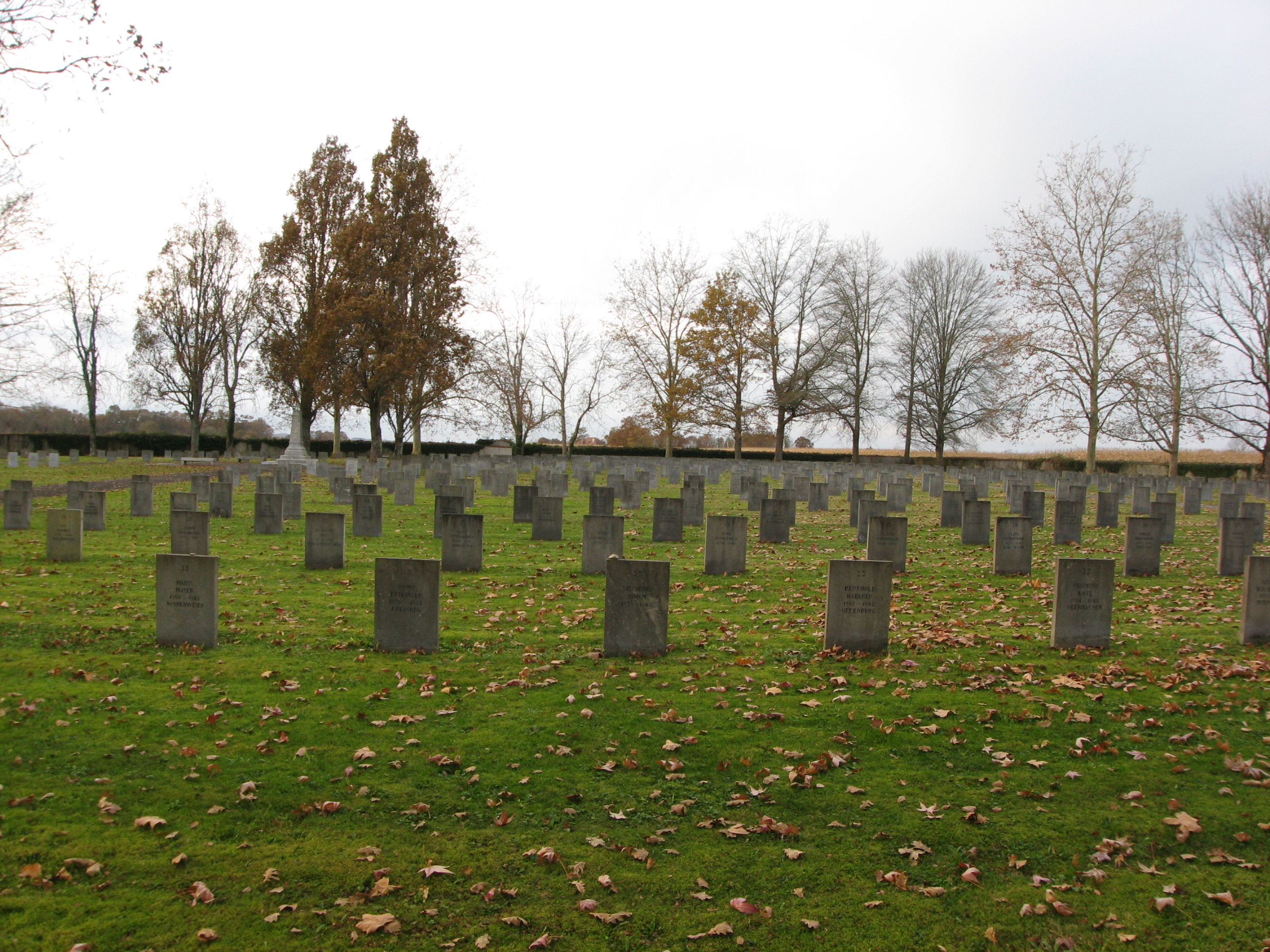
Jüdische Gräber auf dem Friedhof des Camp de Gurs

Im Jahr 1947 beschlossen ehemalige Internierte bei ihrer Rückkehr nach Gurs ihren Kameraden, die in fremder Erde begraben lagen, eine würdige Grabstätte zu geben. Auf Anregung des Karlsruher Oberbürgermeisters, Günther Klotz, sowie des Präsidenten des Oberrates der Israeliten Badens, Otto Nachmann (1893–1961), und seines Sohnes, Werner (1925–1988), erfolgte daraufhin ein Hilferuf an die Körperschaften des Landes Baden. Vom Frühjahr 1961 bis zum Herbst 1962 wurde nach Entwürfen des Planungsamtes der Stadt Karlsruhe ein Friedhof für die Toten hergestellt. Hier sind 1187 Menschen begraben, überwiegend im Lager verstorbene Spanienflüchtlinge und -kämpfer sowie jüdische Deportierte. Die Bundesländer Baden-Württemberg, Rheinland-Pfalz und das Saarland setzen sich für den Erhalt des Friedhofs ein.
Die deutschen Städte Karlsruhe, Freiburg im Breisgau, Mannheim, Heidelberg, Pforzheim, Konstanz und Weinheim, aus denen Juden deportiert wurden, sorgten bis 2019 in einer Arbeitsgemeinschaft für den Unterhalt des Lager-Friedhofs. Durch Beschluss der drei Landesregierungen von Baden-Württemberg (für das damalige Baden), Rheinland-Pfalz (für die Pfalz) und des Saarlands wird die Gräberpflege seitdem von diesen Ländern finanziert; ebenfalls haben diese Länder eine neue Wanderausstellung in Auftrag gegeben, die zum 80. Jahrestag der Deportationen bereitstehen sollte.

### Mahnmale in den Herkunftsländern
Ein zentrales Mahnmal erinnert in Neckarzimmern an die Deportation nahezu aller Jüdinnen und Juden Badens, der Pfalz und des Saarlandes am 22. und 23. Oktober 1940 in das Internierungslager Gurs; in Mannheim am Hauptbahnhof sowie in Freiburg auf der Wiwilíbrücke über die Gleise des Hauptbahnhofes und am Hof der Hebelschule wurden weitere Mahnmale errichtet; außerdem erinnern in verschiedenen Städten Wegweiser, welche aktuellen Straßenschildern gleichen, an das Unrecht.

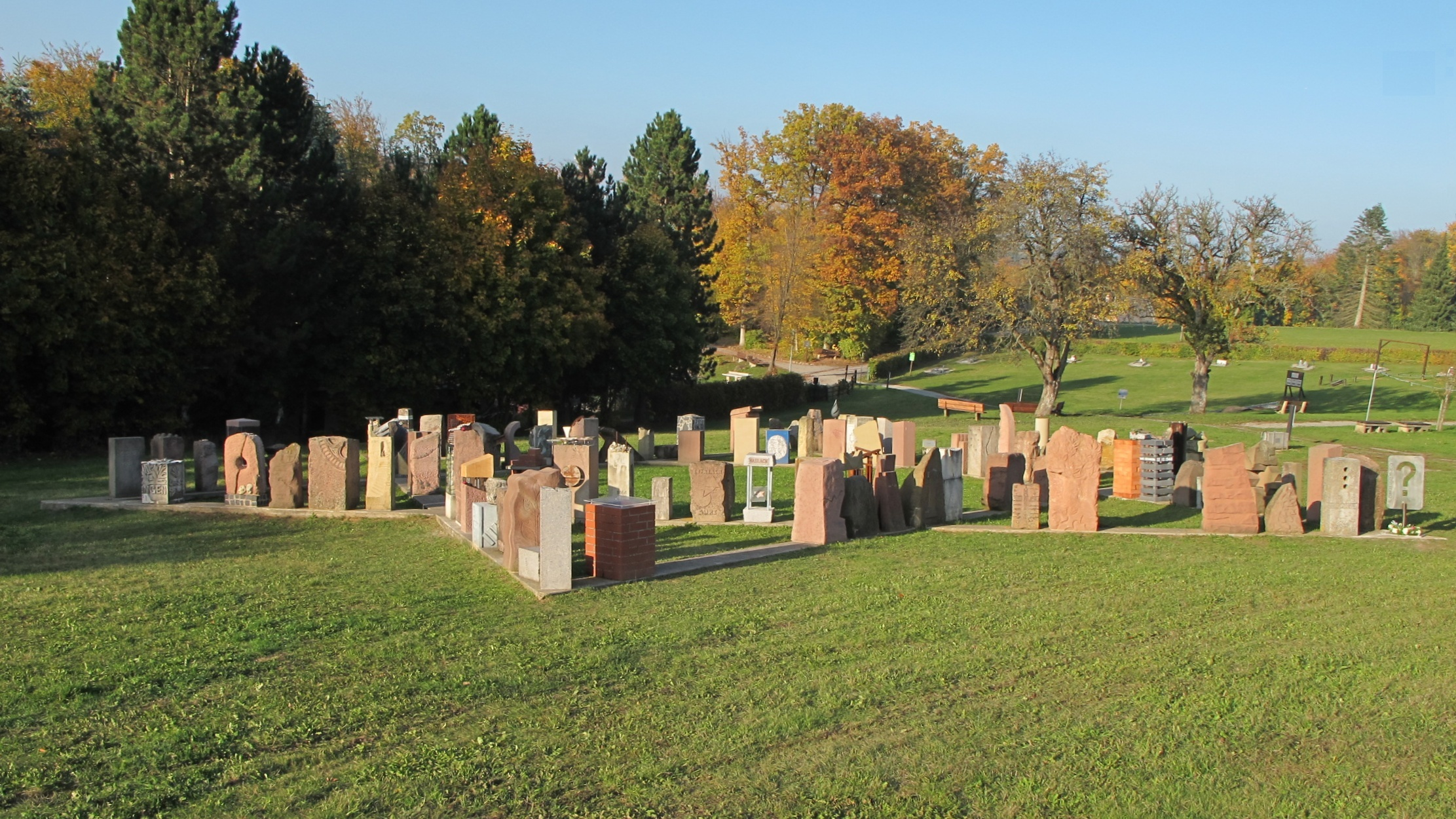
Mahnmal Neckarzimmern
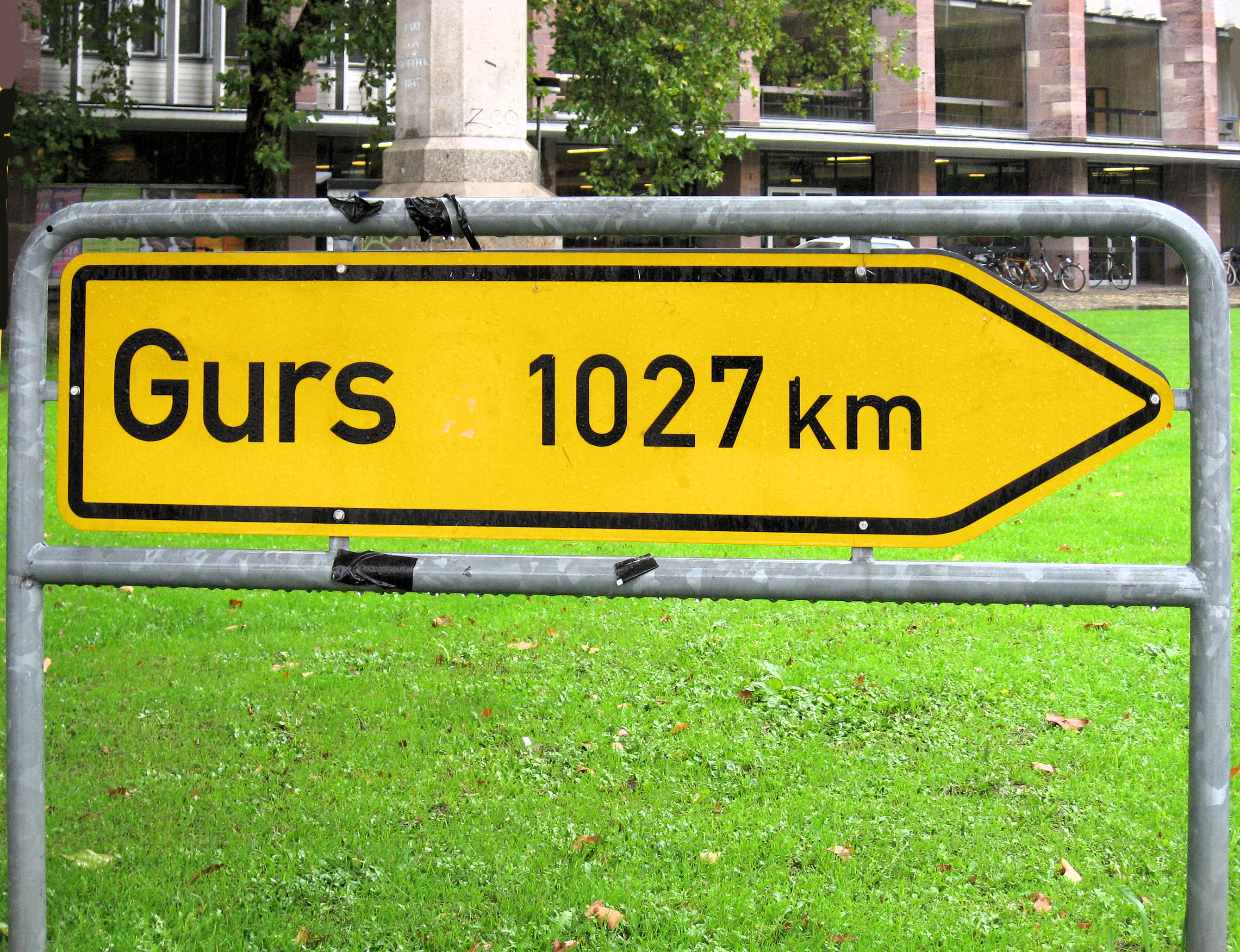
Mahnmal am Platz der Alten Synagoge in Freiburg
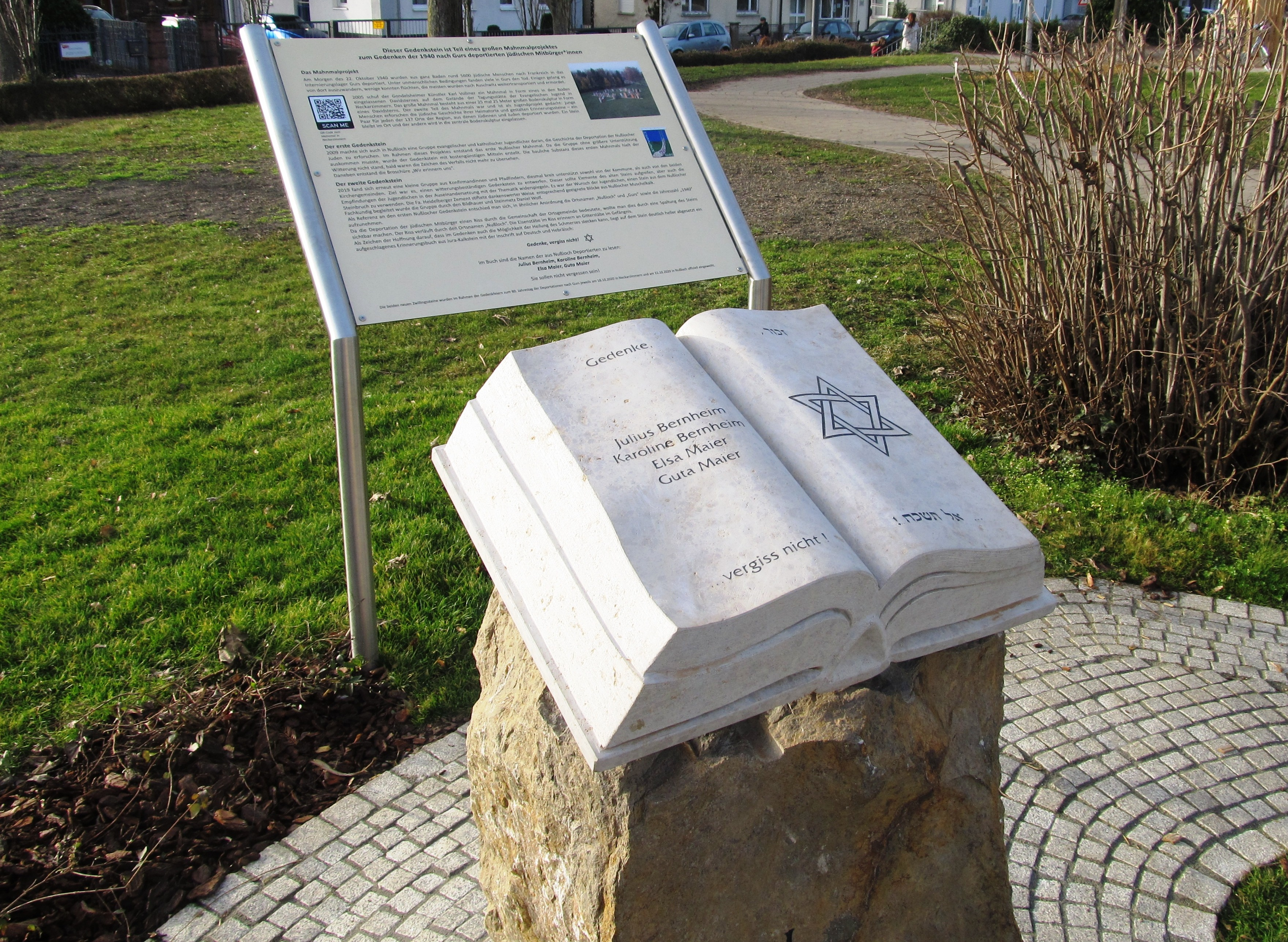
Gedenkstein für die 1940 nach Gurs deportierten Mitbürger aus Nußloch
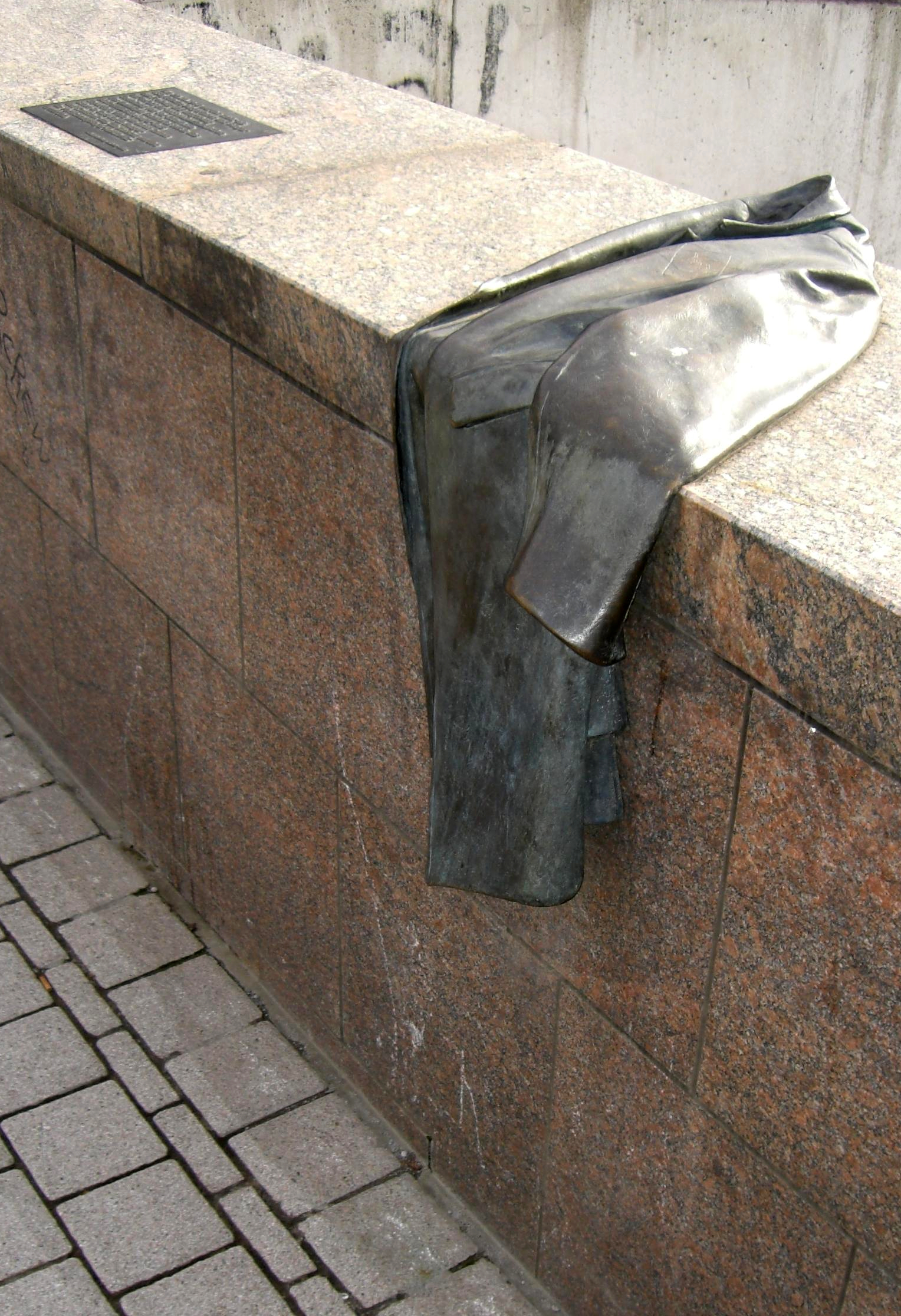
Denkmal Vergessener Mantel mit Judenstern auf der Freiburger Wiwilíbrücke
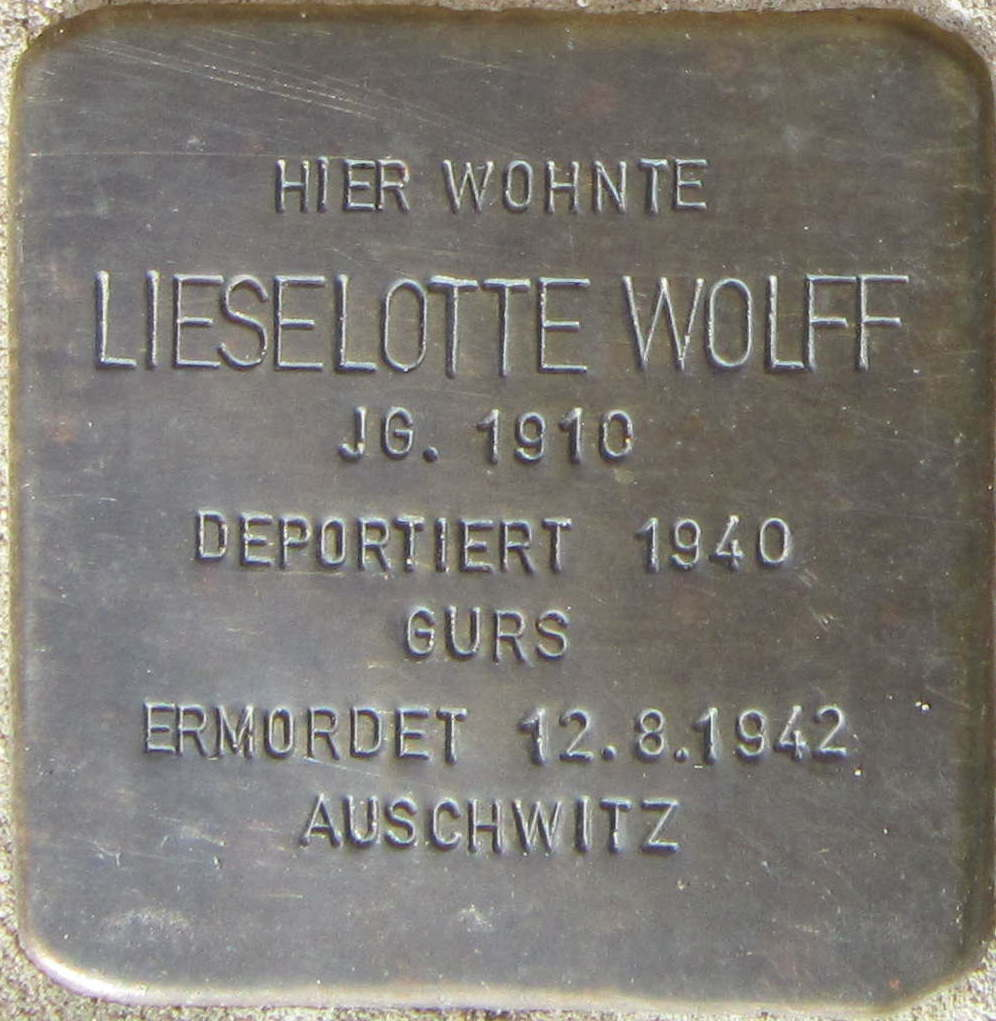
Stolperstein in Böchingen für Lieselotte Wolff
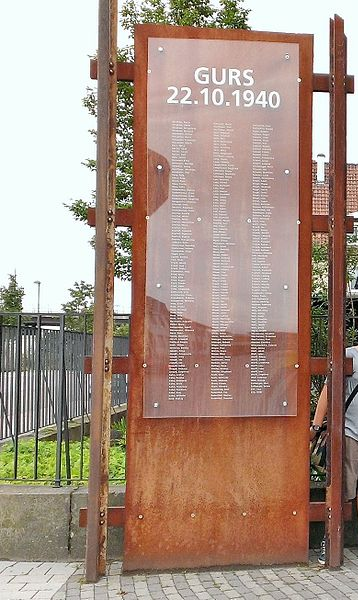
Mahnmal für das Konzentrationslager Gurs vor dem Stadtarchiv Landau
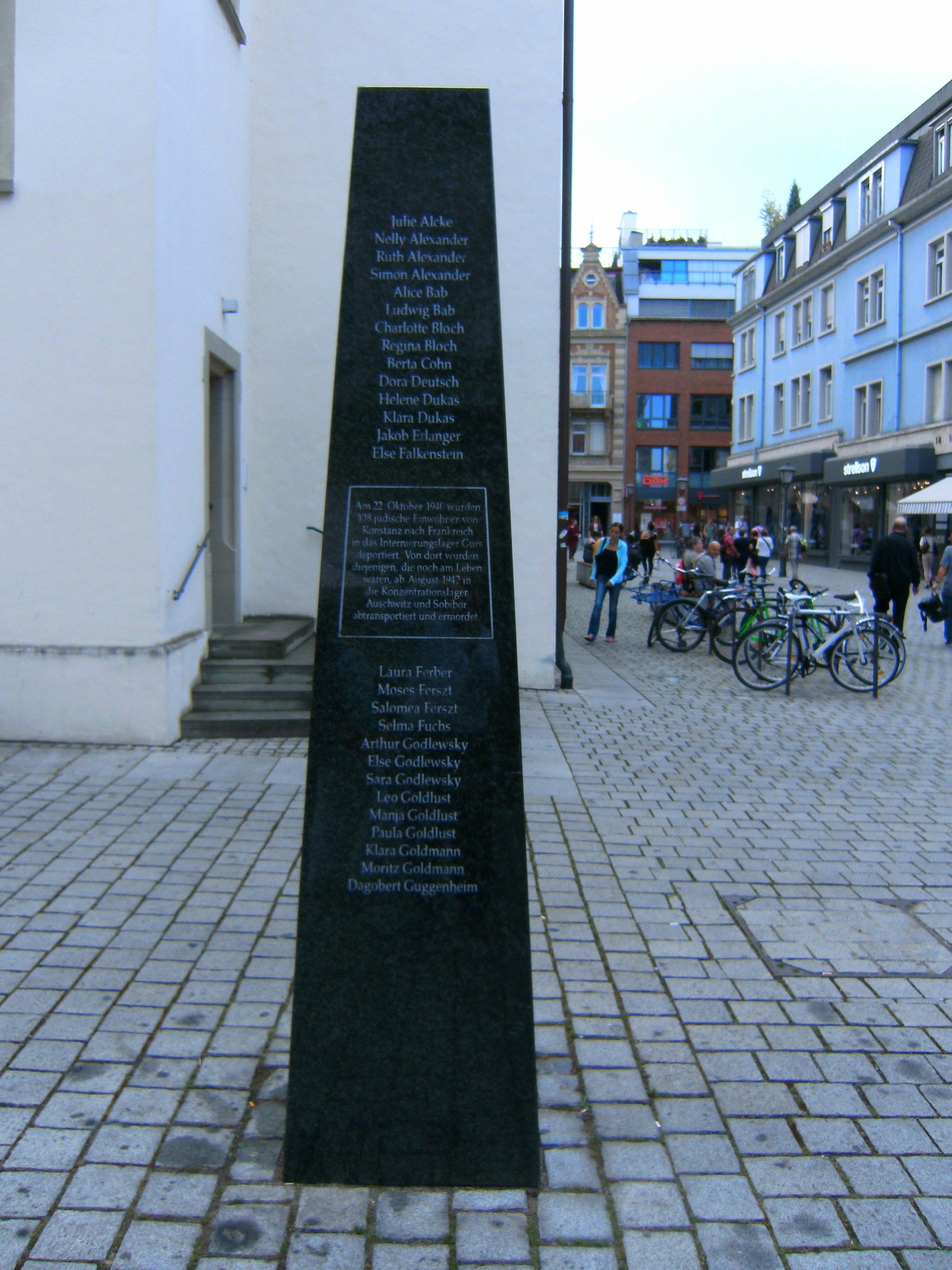
Monolith mit den Namen der deportierten Konstanzer Juden

### Kunst im Lager
Elsbeth Kasser arbeitete für das Schweizerische Rotes Kreuz in den Internierungslagern im Süden Frankreichs und von 1940 bis 1943 im Camp de Gurs, wo sie auch eine Vielzahl von Künstlern betreute.
Kasser gelang es, zahlreiche Werke der von ihr betreuten Künstler in die Schweiz zu retten. Ihre daraus entstandene Sammlung wird heute durch die von ihr initiierte und 1994 gegründete Elsbeth Kasser-Stiftung betreut und ist im Archiv für Zeitgeschichte der ETH Zürich öffentlich zugänglich. Die Sammlung war mehrfach schon Basis für Ausstellungen über die in Gurs entstandene Kunst und ihre Erschaffer.
- Vom 6. Oktober bis 5. November 1989 fand im Skovgaard Museet in Viborg die Ausstellung Gurs – ein Internierungslager in Südfrankreich 1939–1943 statt, in der Zeichnungen, Aquarelle und Fotografien aus der Sammlung Kasser gezeigt wurden.
- Diese Ausstellung wurde noch einmal vom 20. Februar – 28. März 1991 in Zusammenarbeit mit dem Hamburger Institut für Sozialforschung in Hamburg gezeigt.[24] Zu beiden Ausstellungen erschien 1991 ein gemeinsamer Katalog.[25]
- Vom 26. Januar bis 10. April 2016 fand im Museum im Lagerhaus in St. Gallen die Ausstellung „Die von Gurs“ – Kunst aus dem Internierungslager der Sammlung Elsbeth Kasser statt.[26]

Teil der Sammlung von Elsbeth Kasser ist auch Horst Rosenthals Comic Petit guide à travers le camp de Gurs. Dieser und zwei weitere von ihm in Gurs gezweichnete Comics – Mickey au camp de Gurs und La Journée d'un hébergé – können auch auf der Website Euskal Herria Lehen – Basque d’Antan eingesehen werden. Nach Pnina Rosenberg sind Rosenthals 1942 in Gurs entstandenen Comics „ein fester Bestandteil der bekannten ikonographischen Zeugnisse über die französischen Internierungslager und die darin gefangen gehaltenen ‚unerwünschten Ausländer‘.“
Manfred Wildmann (* 1930 in Philippsburg) kam als Zehnjähriger im Zuge der Deportation der badischen Juden nach Gurs. In insgesamt 12 Bildern, die sich heute im United States Holocaust Memorial Museum in Washington befinden, hat er das Ungeheuerliche, das er in Gurs gesehen und erlebt hat, gezeichnet und der Nachwelt überliefert.
Auf der offiziellen Webseite des Camp de Gurs gibt es eine eigene Unterseite über die künstlerischen Aktivitäten im Lager zwischen 1940 und 1943. Dort werden auch einige internierte Künstler kurz vorgestellt, und ebenso im Lager entstandene Kinderzeichnungen. Ein großer Abschnitt widmet sich dem musikalischen Leben im Lager und den dort komponierten Liedern. Auf Deutsch und Französisch ist der Text zu einem Gurs-Songs abgedruckt, der von Leonhard Märker als Tango vertont wurde.
Die deutsch-französische Musikerin Mélina Burlaud (* 1977) und Professorin für Klavier am Konservatorium in Pau und Toulouse hat mehrere Jahre über die in Gurs internierten Musiker geforscht und deren Texte und Musik aus der Lagerzeit gesammelt. Mit wechselnden Partnerinnen, die sie selber am Klavier begleitete, veranstaltete und moderierte sie bereits mehrere Gesprächskonzerte, in denen unter anderem Werke von Leonhard K. Märker (Das Lied von Gurs, Wird es Nacht im Camps de Gurs), Regino Sorozaba (Eturri Negarra), Eberhard Schmidt (Wir hinterm Draht), Wally Karveno (Passacaille variée, La robe de Lune) und Alfred Cahn (Wir sind ganz junge Bäumchen, Kol Haschannah) zur Aufführung gelangten. Zuletzt stellte Burlaud ihr Programm zusammen mit der Sängerin Claire Beaudouin im Rahmen der Veranstaltungsreihe Tage des Exils des Deutschen Exilarchivs am 10. September 2022 in der Deutschen Nationalbibliothek in Frankfurt am Main vor.
Mélina Burlaud arbeitet zurzeit an einer Dissertation über Musik im Lager Gurs.

### Literarisches Gedenken
- Die Schriftstellerin Gertrud Isolani, die 1940 zwei Monate lang in Gurs inhaftiert gewesen war, aber aus dem Lager fliehen konnte, verarbeitete ihre Erlebnisse im 1945 erschienenen, später mehrfach neu aufgelegten und übersetzten Roman Stadt ohne Männer. Auch ihre Memoiren Kein Blatt vor dem Mund erwähnen die Gefangenschaft in Gurs (Basileia-Verlag, Basel 1985).
- Christian Berkel beschreibt am Beispiel seiner Mutter in einigen Kapiteln seines Romans Der Apfelbaum das Leben im Lager Gurs und würdigt die karikierenden Darstellungen des Lagerlebens in den Comics von Horst Rosenthal.[36]
- Der Journalist Maxim Leo erzählt in seinem 2019 erschienenen Buch Wo wir zu Hause sind: Die Geschichte meiner verschwundenen Familie in einem Kapitel von der Internierung seiner Großtante Ilse Leo (* 1919; † 14. Dezember 2011), die im Juni 1940 zusammen mit ihrer Schwester Edith in Gurs eingeliefert worden war.[37] Während Edith im November 1940 aus dem Lager flüchtete und sich zu ihrer Mutter in Paris durchschlug, blieb die gelernte Krankenschwester Ilse zurück und arbeitete im Lager in der Krankenbaracke. Hier lernte sie ihren späteren Ehemann, den ebenfalls internierten österreichischen Arzt Heinz Pollak (18. Juni 1911 in Wien; † 1. November 2003), kennen.[38]
1941 wurde in Lyon die katholische Organisation Amitié Chrétienne gegründet. Diese Organisation sollte jüdischen Opfern helfen und arbeitete auch in den Lagern.[39] Die Amitié Chrétienne erhielt die Erlaubnis zum Aufbau sogenannter „Aufnahmezentren“ für internierte Flüchtlinge. „Aufgrund ihrer medizinischen Kompetenz gehörten Heinz Pollak und Ilse Leo zu den ersten 57 Insassen, die am 25. November 1941 aus Gurs in das Aufnahmezentrum von Chansaye im Département Rhône überstellt wurden.“[38] Während Ilse nach der Geburt ihrer Tochter Susanne bis zur Befreiung im Jahre 1944 als Krankenschwester in einem jüdischen Kinderheim in Limoges arbeitete, war Heinz Pollak im kommunistischen Widerstand aktiv. 1945 kehrte das Paar nach Wien zurück, wo Heinz Pollak sich als Arzt niederlassen konnte. „Ilse Pollak bestand im Alter von 60 Jahren die Matura und schloss fünf Jahre später ein Psychologiestudium ab.“[38] Sie eröffnete eine Praxis für Kinderpsychologie und praktizierte noch weitere zehn Jahre lang.[40] Maxim Leo geht auch auf die innerfamiliäre Verarbeitung der erlebten Vergangenheit ein, über die nicht gesprochen wurde, oder in einer die Realität verklärenden Weise, wodurch die Zeit „im Lager in Gurs immer recht romantisch erzählt wird, eher als Liebes- denn als Leidensgeschichte“.[41]